# Bernd Scholz
Bernd Scholz (28. února 1911 Prudník – 22. září 1969 Schliersee) byl německý hudební skladatel.

## Kompozice
- Konzerte
- Intrade
- Japanische Regenmelodie
- Kleine Melodie von anno dazumal
- Kleine Serenade
- Land-Liebe
- Lebensraum
- Lederhosen-Polka
- Liebeswalzer
- Lied Ohne Worte
- Luftsprünge
- März-Gebet
- Mandolinetta
- Medaillon
- Mein Haar, Das Ist Mein Sturmhut
- Melodie
- Menuett
- Merry Day
- Mi ist ein schön's braun's Maidelein
- Minara
- Mir ist ein feins braunes Maidelein
- Monopoli
- Moritat von Anton Und Dorothee
- Nymphenburger Miniatur
- Olivia
- Ouvertüre zu Einem Possenspiel
- Ouvertüre zu Einer Harlekinade
- Papagallo
- Paradiso
- Rummelplatz
- Salzburger Spieluhr
- Schillerndes Spiel
- Schlesischer Kirmes-Dreher
- Serenade
- Serenata Melanconica
- Serenata Piccolina
- Siesta in Ibiza
- Sommerlaune
- Sommerwind
- Sonate Nr.2
- Sonatine
- Sonatine D-Dur
- Sonatine Für Flöte Und Klavier
- Sonatine Für Unterhaltungsorchester
- Suite Für Flöte Und Klavier
- Suite Galante
- Traum-Serenade
- Türkische Barcarole
- Verträumte Bucht
- Wenn du an die Liebe glaubst
- Westindia-Serenade
- Xylophonetik

### Kompozice jako Klaus Textor
- Aus Grossmutters Salon-Album
- Angry-Swing
- Blue Dark-Blues
- Candlelight-Blues
- Der Jongleur-Fox
- Der Traum des Zirkusreiters
- Fiesta-Mambo
- Gay Play
- Glasmosaik
- Gluecksklee
- Happiness-Fox
- Hund und Katze
- Ich Finde die Liebe sentimental
- In der Bucht Von Riva
- In der Toscana
- Irrlichter
- Kleine Strassenmelodie
- Kleiner Konzertwalzer
- Lied im Schilf
- Lolita-Fox
- Mi ist ein rot Goldringelein
- Mimosen-Tango
- Mistral
- Morgens in der Fruehe
- Novella Amorosa
- Nudelbrett-Polka
- Party-Bummel
- Ping-Pong
- Pulli-Rock
- Roulette
- Rundherum-Polka
- Schmollwinkel-Polka
- Seifenblasen
- Spaziergang am See
- Staccato-Intermezzo
- Suedland-Express
- Sweety
- Tearoom-Story
- Tristy
- Trompeten-Ballade
- Valsette Parsienne
- Velocipede-Boogie
- Wolkenjagd